# Học viện Khoa học Quân sự
Học viện Khoa học Quân sự (NQH) (tiếng Anh là: Military Science Academy - MSA) là một học viện quân sự trực thuộc Bộ Quốc phòng Việt Nam chuyên đào tạo sĩ quan các ngành: tình báo, ngoại ngữ, đối ngoại quân sự, trinh sát kỹ thuật.
Bên cạnh đào tạo sĩ quan ngoại ngữ, học viện còn đào tạo cử nhân ngoại ngữ phục vụ toàn dân trong hệ thống giáo dục của bộ giáo dục ban hành.

## Lịch sử
Ngày 10-6-1957, Học viện Khoa học Quân sự (tiền thân là Phòng Huấn luyện 77) được thành lập. Học viện được thành lập năm 1957 trên cơ sở sáp nhập 3 trường chính:
- Đại học Ngoại ngữ Quân sự 1982
- Trường Sĩ quan Trinh sát kỹ thuật.
- Trường Sĩ quan Quân báo.

Trải qua quá trình xây dựng, chiến đấu và trưởng thành, Học viện Khoa học Quân sự đã trở thành trung tâm hàng đầu đào tạo ngoại ngữ và quan hệ quốc tế về quốc phòng trong Quân đội. Hiện nay, Học viện được giao nhiệm vụ đào tạo cử nhân, thạc sĩ, tiến sĩ chuyên ngành Khoa học Quân sự; cử nhân ngoại ngữ quân sự các chuyên ngành tiếng Anh, tiếng Trung Quốc, tiếng Nga, tiếng Pháp; thạc sĩ ngôn ngữ Anh, ngôn ngữ Trung Quốc; cử nhân Quan hệ quốc tế về quốc phòng; cử nhân Việt Nam học; cử nhân ngoại ngữ dân sự; bồi dưỡng kiến thức quân sự, quốc phòng; liên kết với Học viện Chính trị Quốc gia Hồ Chí Minh đào tạo ngắn hạn cán bộ chính trị cấp trung đoàn; liên kết với Học viện Quốc phòng đào tạo Chỉ huy Tham mưu cao cấp; đào tạo ngoại ngữ cho các học viện, nhà trường trong toàn quân; tổ chức thi và cấp chứng chỉ tiếng Anh trình độ B1, B2 theo khung tham chiếu châu Âu cho các cơ sở đào tạo sau đại học trong và ngoài quân đội. Đào tạo học viên quân sự nước ngoài cho 22 nước theo hiệp định và quan hệ đối đẳng giữa Bộ Quốc phòng Việt Nam với bộ quốc phòng các nước trong khu vực và trên thế giới. Ngoài ra, Học viện còn tham gia tích cực các hoạt động đối ngoại quốc phòng, góp phần xây dựng mối quan hệ hợp tác ngày càng sâu rộng giữa Bộ Quốc phòng Việt Nam với các trên thế giới.
Từ năm 1988 đến nay, Học viện đã đào tạo 753 khóa, 863 lớp, với 18.307 học viên, trong đó có 3.898 cử nhân, 457 thạc sĩ đã ra trường và đang đào tạo 8 khóa với 33 nghiên cứu sinh, 6 khóa với 83 học viên cao học. Hơn 40 học viên được đào tạo tại trường đã trở thành tướng lĩnh trong quân đội.
Đội ngũ giảng viên, cán bộ quản lý giáo dục đã trưởng thành, phát triển về mọi mặt: 100% cán bộ, giảng viên có trình độ từ đại học trở lên, 2 giáo sư, 12 phó giáo sư, 7 nhà giáo ưu tú, 37 tiến sĩ, 218 thạc sĩ (đạt tỷ lệ 63,27% cán bộ, giáo viên có trình độ sau đại học). Từ 2007 đến nay, Học viện có 28 giảng viên đạt danh hiệu Nhà giáo giỏi cấp Bộ Quốc phòng; 433 giảng viên đạt danh hiệu Giảng viên giỏi cấp Học viện...Ngày 14 tháng 3 năm 2017, Bộ Quốc phòng đã có Quyết định số 725/QĐ-BQP về việc phê duyệt Đề án "Nâng cao chất lượng đào tạo ngoại ngữ và quan hệ quốc tế tại Học viện Khoa học Quân sự giai đoạn 2016-2020". Từ đây sẽ mở ra cơ hội mới, nhiệm vụ mới đầy hứa hẹn nhưng cũng nhiều thử thách đối với Học viện.
Trải qua bao năm xây dựng, chiến đấu và trưởng thành, các thế hệ cán bộ, giáo viên, nhân viên, học viên, chiến sĩ của Học viện đã lập nhiều thành tích xuất sắc, được Đảng, Nhà nước, Quân đội tặng nhiều phần thưởng cao quý. Kỷ niệm Ngày truyền thống Nhà trường củalà dịp ôn lại lịch sử hình thành phát triển của Học viện, các cán bộ, giáo viên, nhân viên, học viên, chiến sĩ Học viện Khoa học Quân sự trong niềm vui, phấn khởi, tự hào với những thành tích đã đạt được, nguyện cùng nhau đoàn kết thống nhất, khắc phục khó khăn, ra sức thi đua, phấn đấu hoàn thành xuất sắc nhiệm vụ được giao, xây dựng Đảng bộ trong sạch vững mạnh, Học viện vững mạnh toàn diện, viết tiếp truyền thống Anh hùng "Chủ động sáng tạo, đoàn kết kỷ luật, khắc phục khó khăn, hoàn thành nhiệm vụ"
Nhà trường không ngừng nâng cao chất lượng giáo dục, đào tạo đáp ứng nhu cầu trong tình hình mới, tiếp thu điển hình khoa học giáo dục hiện đại, đồng thời kế thừa, lĩnh hội kinh nghiệm trong công tác huấn luyện, đào tạo trong quân đội ngành tình báo quốc phòng trong các đơn vị toàn quân. Tập trung đổi mới nội dung trong chương trình bảo đảm tính hiệu quả xác thực nhất là công tác giảng dạy, kết hợp chặt chẽ dạy học đi đôi với nghề, giữa đào tạo chuyên môn, nghiệp vụ, bảo đảm học viên tốt nghiệp là học viên đủ phẩm chất, năng lực hoàn thành tốt nhiệm vụ được giao.
Trong thời gian qua, nhà trường đã luôn tập trung xây dựng đội ngũ nhà giáo, cán bộ quản lý cả về phẩm chất chính trị, đạo đức và trình độ chuyên môn, nghiệp vụ. Triển khai kế hoạch phát triển đội ngũ giảng viên, có chính sách phát triển, trọng dụng, tôn vinh với các nhà giáo. Tạo môi trường thuận lợi để đội ngũ cán bộ, giảng viên say mê giảng dạy, nghiên cứu khoa học. Tăng cường mở rộng hợp tác với các học viện, nhà trường trong và ngoài quân đội, hợp tác quốc tế để nâng cao trình độ cho đội ngũ cán bộ, giảng viên góp phần nâng cao hơn nữa chất lượng giáo dục đào tạo trong thời gian tới. Nâng cao năng lực lãnh đạo sức chiến đấu của các cấp ủy, tổ chức đảng, xây dựng đảng bộ trong sạch vững mạnh. Triển khai thực hiện hiệu quả theo Nghị quyết Trung ương 4 khóa XII về xây dựng Đảng gắn với việc học tập, làm theo tư tưởng, đạo đức, phong cách Hồ Chí Minh, các phong trào thi đua quyết thắng cuộc vận động Phát huy truyền thống, cống hiến tài năng, xứng danh Bộ đội Cụ Hồ. Đẩy mạnh việc dân chủ, tăng cường quản lý, duy trì nghiêm kỷ luật quân đội quy định của ngành, bảo đảm bí mật, an ninh an toàn, thực hiện nền nếp chính quy, kết hợp chặt chẽ xây dựng môi trường văn hóa quân sự lành mạnh, quan tâm chăm lo đời sống cho cán bộ, tăng cường đoàn kết quân dân trên địa bàn đóng quân.
Với bề dày lịch sử truyền thống được đúc kết trong xây dựng, phấn đấu và trưởng thành, Quân ủy Trung ương, Bộ Quốc phòng tin tưởng rằng: "Trong thời gian tới Học viện Khoa học Quân sự sẽ phát huy tốt, đoàn kết nỗ lực phấn đấu lập được nhiều thành tích mới, hoàn thành xuất sắc nhiệm vụ được giao, xứng đáng là đơn vị Anh hùng Lực lượng Vũ trang Nhân dân và sự tin yêu của Đảng, Nhà nước, lực lượng Quân đội và Nhân dân (Việt Nam)."

## Địa chỉ
- Trụ sở chính: Số 322E, đường Lê Trọng Tấn, phường Định Công, quận Hoàng Mai, thành phố Hà Nội, nước Việt Nam.
  - Cơ sở đào tạo 1 (phía Bắc): đường Lai Xá, xã Kim Chung, huyện Hoài Đức, thành phố Hà Nội, nước Việt Nam.
  - Cơ sở đào tạo 2 (phía Nam): đường Trần Văn Dư, quận Tân Bình, thành phố Hồ Chí Minh, nước Việt Nam.
  - Cơ sở huấn luyện tạo nguồn: xã Vân Hòa, huyện Ba Vì, thành phố Hà Nội, nước Việt Nam.

## Đội ngũ cán bộ, giảng viên
- Đến năm 2008, 100% cán bộ, giảng viên của học viện có trình độ đại học trở lên, gần 40% có trình độ sau đại học. Nhiều giảng viên của học viện được phong học hàm giáo sư và phó giáo sư.

## Các ngành đào tạo

### Đại học quân sự
1. Trinh sát kỹ thuật
2. Quan hệ quốc tế
3. Ngôn ngữ Anh
4. Ngôn ngữ Nga
5. Ngôn ngữ Trung Quốc

### Đại học dân sự (Đào tạo lại từ 2025)
1. Ngôn ngữ Anh
2. Ngôn ngữ Trung Quốc
3. Ngôn ngữ Nga

## Lãnh đạo hiện nay
- Giám đốc: Thiếu tướng Nguyễn Đức Lợi
- Chính ủy: Thiếu tướng Nguyễn Đình Trung
- Phó Giám đốc:
  - Đại tá, Tiến sĩ Trần Ngọc Trung
  - Đại tá, Tiến sĩ Trần Tiến Phương
- Phó Chính ủy: Đại tá, Tiến sĩ Phạm Văn Vũ

## Tổ chức

### Khối cơ quan
- Phòng Chính trị
- Phòng Đào tạo
- Phòng Hậu cần - Kỹ thuật
- Văn phòng
- Ban Tài chính
- Ban Khảo thí
- Ban Sau Đại học
- Ban Khoa học Quân sự

### Khối Khoa giáo viên
- Khoa Quan hệ quốc tế về Quốc phòng
- Khoa Ngôn ngữ và văn hóa Anh
- Khoa Ngôn ngữ và văn hóa Nga
- Khoa Ngôn ngữ và văn hóa Trung Quốc
- Khoa Ngôn ngữ các nước Đông Nam Á và Tiếng Việt thực hành
- Khoa tiếng Pháp và các nước khác
- Khoa Khoa học Cơ bản và Cơ sở
- Trung tâm Ngoại ngữ

## Nhân vật nổi tiếng của Học viện
- Nguyễn Trí Anh, Thiếu tướng Quân đội nhân dân Việt Nam; Phó giáo sư, nguyên Giám đốc Học viện (trước 1998)
- Nguyễn Chí Vịnh, Thượng tướng Quân đội nhân dân Việt Nam, Thứ trưởng Bộ Quốc phòng; Cựu Học viên Học viện (1994 - 1996)
- Nguyễn Phú Lợi, Trung tướng Quân đội nhân dân Việt Nam, Phó Giáo sư, Tiến sĩ, Phó Giám đốc Học viện Quốc phòng; nguyên Giám đốc Học viên (1998 - 2004)
- Phạm Thanh Lân, Trung tướng Quân đội nhân dân Việt Nam, Tiến sĩ Nguyên Phó giám đốc về chính trị (1993 - 2000)...; nguyên Cục trưởng Cục đối ngoại Bộ Quốc phòng.
- Vũ Thiết Cương, Thiếu tướng Quân đội nhân dân Việt Nam, Giáo sư, Tiến sĩ, Nhà giáo ưu tú; nguyên Giám đốc Học viện (4/2004 - 7/2013).
- Trần Tây, Thiếu tướng; nguyên Chính ủy Học viện (2006 - 7/2014)
- Đặng Trí Dũng, Thiếu tướng, Giáo sư, Tiến sĩ, nguyên Giám đốc Học Viện (2013- 2022).

## Lãnh đạo qua các thời kỳ

### Giám đốc
- Thiếu tướng Nguyễn Phú Lợi, từ 1998 - 2004, sau là Phó Giám đốc Học viện Quốc phòng (2004-2011)
- Thiếu tướng Vũ Thiết Cương, từ 2004 - 2013
- Thiếu tướng Đặng Trí Dũng, từ 2013-2022
- Thiếu tướng Nguyễn Đức Lợi, từ 2022-nay

### Chính ủy
- Thiếu tướng Phạm Thanh Lân, từ 1993 - 2006, sau là  Cục trưởng Cục Đối ngoại, Bộ Quốc phòng (2006-2013)
- Thiếu tướng Trần Tây, từ 2006 - 2014
- Thiếu tướng Quản Văn Trung, từ 2014 - 2019
- Thiếu tướng Nguyễn Đức Lợi, từ 2019 - 2022
- Thiếu tướng Nguyễn Đình Trung, từ 2022 - nay.

### Phó Chính ủy
- Đại tá Ma Đức Khải